# 吉村和就
吉村 和就（よしむら かずなり、1948年 - ）は、水環境問題の専門家である。グローバルウォータ・ジャパン代表。　
秋田県立秋田高等学校を経て、1972年に秋田大学教育学部卒業後、ニューヨーク州立大学ビジネスコース修了。大手エンジニアリング会社にて営業、開発、市場調査、経営企画に携わる。その後、国際連合ニューヨーク本部に勤務、環境審議官として発展途上国の水インフラの指導を行う。
また国際標準化機構のISO/TC224技術委員に日本代表として参画し、日本提案をISO標準に登録させた。また、国際連合本部勤務の経験を踏まえ、日本の環境技術を世界に広める努力をしている。最近では、水の安全保障戦略機構・技術普及委員長、経済産業省「水ビジネス国際展開研究会」の委員などを務めている。

## 略歴
- 1972年　荏原インフィルコに入社し、営業、企画、技術開発の部署に配属された。
- 1984年　新規事業開発推進室の部長に就任する。
- 1994年　荏原製作所本社　経営企画室部長に就任する。
- 1998年　国際連合ニューヨーク本部・経済社会局・環境審議官に就任する。
- 2001年　アメリカ同時多発テロ事件後に帰国し、荏原製作所に復職する。
- 2005年　グローバルウォータ・ジャパンを設立する。
- 2021年　千葉県習志野市国際交流協会　会長
- 2024年　日本国防協会　技術顧問

## 著書
- 「水ビジネス　１１０兆円水市場の攻防」　角川書店
- 「日本人が知らない巨大市場　水ビジネスに挑む」技術評論社
- 「水ビジネスの新潮流」・「続・水ビジネスの新潮流」環境新聞社
- 「水に流せない水の話」角川書店
- 「最新　水ビジネスの動向とカラクリがよくわかる本」秀和システム
- 「水道サービスが止まらないために」時事通信社（共著）
- 「水の処理・活用大辞典」産業調査会出版センター（共著）
- 「水ビジネスの動向とカラクリがよ～くわかる本」第二版　秀和システム
- 「世界と日本の水事情」水道産業新聞社
- 「海外水ビジネス戦略」日本水道新聞社（共著）
- 「グローバルウォーター・ナビ」水道産業新聞社

## 2018年　水道法改正に伴うテレビ出演　一覧
| 水道法改正に伴うマスコミ出演一覧 赤字は生出演 |                |                            |
| 月日                                          | テレビ局名     | 番組名                     |
| 10月24日                                      | フジテレビ     | ホンマでっかTV             |
| 11月14日                                      | フジテレビ     | ホンマでっかTV             |
| 11月28日                                      | テレビ朝日     | 羽鳥慎一モーニングショウ   |
| 11月29日                                      | RKBラジオ 福岡 | よなおし堂                 |
| 12月2日                                       | フジテレビ     | 報道プライムサンデー       |
| 12月4日                                       | 日本テレビ     | News24                     |
| 12月4日                                       | 関西テレビ     | 報道ランナー               |
| 12月4日                                       | 日本テレビ     | News every                 |
| 12月5日                                       | テレビ朝日     | 羽鳥慎一モーニングショウ   |
| 12月5日                                       | NHK ラジオ     | Nらじ                      |
| 12月5日                                       | TBS            | 朝チャン！                 |
| 12月5日                                       | TBS            | 夕方ニュース               |
| 12月6日                                       | NHK TV         | ニュースウォッチ９         |
| 12月6日                                       | NHK TV         | ニュースチェック１１       |
| 12月6日                                       | フジテレビ     | プライムニュース           |
| 12月6日                                       | 読売テレビ     | ウェークアップ！プラス     |
| 12月7日                                       | フジテレビ     | めざましTV                 |
| 12月8日                                       | 日本テレビ     | ウェークアップ！プラス     |
| 12月8日                                       | TBS            | ニュースキャスター         |
| 12月9日                                       | RCC広島ラジオ  | 新里カオリのうららか日曜日 |
| 12月9日                                       | 日本テレビ     | 真相報道バンキシャ         |
| 12月13日                                      | 鹿児島テレビ   | ニュース                   |
| 12月18日                                      | フジテレビ     | めざましTV                 |
| 12月18日                                      | 日本テレビ     | ZIP！                      |
| 12月18日                                      | フジテレビ     | バイキング                 |

## 2019年～　TV出演
- NHK総合　あさイチ「水道特集　水まわりのSOS」　2019.04.10
- フジテレビ　ホンマでっかTV　「雨の日は危険がいっぱい」　2019.06.12
- テレビ東京　未来世紀ジパング「暮らしのクライシス水道」　2019.08.07
- 日本テレビ　ZIP「五輪会場の水質汚染問題」　2019.08.19
- フジテレビ　とくダネ　「羽田空港の断水」　2019.11.08
- テレビ朝日　「アフガンの復興に命を捧げた中村哲医師」　2019.12.04
- TBS―TV　グッとラック「トライアスロン会場水質汚染」　2019.12.10
- フジテレビ　とくダネ「史上最大規模　和歌山断水パニック」　2020.01.20
- フジテレビ　ホンマでっかTV「下水はなんでも知っている」　2020.08.19

- NHK総合　有吉君のお金発見　カネオ君　「水道編」　2021.05.29
- フジテレビ　めざまし８　「約8カ月間続く水道管の漏水」2022．03.08
- フジテレビ　バイキングMORE　「水道管老朽化問題」2022．03.09
- フジテレビ　めざまし８　「静岡県菊川市の大規模断水」2022.05.24
- フジテレビ　めざまし８　「江戸川区でマンホール爆発事故」2022.12.07
- TBSーTV　ゴゴスマ　「江戸川区マンホール爆発事故」2022.12.07
- TBSテレビ「マツコの知らない世界」                      2023.08.22
- テレビ東京「60秒で学べるニュース、水道」             2023.08.30
- フジテレビ「めざまし８」水道料金の値上げ　           2023.09.29
- テレビ東京「林修のLife is Money」水道料金の格差　 2023.12.09
- フジテレビ「めざまし８」伊勢原・農業用水路で事故　2024.03.07
- フジテレビ「めざまし８」神戸水道配管破裂            　2024.05.22
- NHK　首都圏ナビ「群馬県水道料金値上げ」               2024.06.12
- フジテレビ「めざまし８」「滝で川遊び、体調不良に」 2024.08.22
- テレビ朝日「スーパーJチャンネル」広島市道路陥没　　2024.09.26
- フジテレビ「まざまし８」温暖化と感染症　　　　 　　2024.09.26
- テレビ朝日「スーパーJチャンネル」八潮市道路陥没　  2025.01.28
- TBSテレビ「News23」八潮市道路陥没　　　　　　 　2025.01.28
- フジテレビ「まざまし８」八潮市道路陥没　　　　　 　2025.01.31
- フジテレビ「まざまし８」八潮市道路陥没・生出演　 　2025.02.03
- TBSテレビ「ひるおび」所沢市水道管破損・生出演　　 2025.02.25
- フジテレビ「サンシャイン」　茅ヶ崎の水路白濁事件　2025.07.14